# Săcueni
Săcueni [ˈsəkuenʲ] (deutsch Zickelhid, ungarisch Székelyhíd für Brücke der Szekler) ist eine Kleinstadt im Kreis Bihor in Rumänien. 

## Geographische Lage

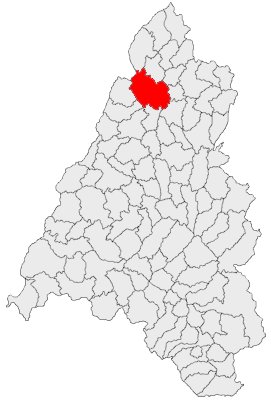
Lage von Săcueni im Kreis Bihor

Săcueni liegt im Kreischgebiet am Rand der Großen Ungarischen Tiefebene und an deren Übergang zu den nordwestlichen Ausläufern des Apuseni-Gebirges. Die Kreishauptstadt Oradea befindet sich etwa 35 Kilometer südlich. Nur 7 km westlich des Stadtzentrums verläuft die rumänisch-ungarische Grenze. Durch die Stadt fließt die Ier.

## Geschichte
Die Region der heutigen Stadt ist seit dem Neolithikum besiedelt. Weitere archäologische Funde stammen aus der Eisen-, Bronze- und Dakerzeit. Während der Völkerwanderung siedelten hier Gepiden und Awaren. Um das Jahr 1000 nahmen die Ungarn das Gebiet in Besitz. Im Jahr 1217 wurde der Ort erstmals urkundlich erwähnt. In der ersten Hälfte des 15. Jahrhunderts (urkundlicher Nachweis 1455) erhielt er das Stadtrecht. In der folgenden Zeit nahm die relative Bedeutung des Ortes ab. Im 16. und 17. Jahrhundert gehörte er vorübergehend zum Osmanischen Reich, danach zu Österreich-Ungarn. Die Festungsanlagen wurden nach den Festlegungen des Friedens von Eisenburg 1664 geschleift. In den letzten Jahrzehnten der Habsburgermonarchie war Székelyhíd/Săcueni Sitz eines Stuhlbezirks im Komitat Bihar. Infolge des Ersten Weltkrieges kam Săcueni trotz seiner ungarischen Bevölkerungsmehrheit an Rumänien. Im Ergebnis des Zweiten Wiener Schiedsspruches gelangte der Ort von 1940 bis 1944 vorübergehend wieder zu Ungarn. Nach einem Bürgerreferendum 2003 wurde Săcueni 2004 erneut zur Stadt erklärt. Haupterwerbszweige sind die Land- und Viehwirtschaft, Lebensmittel-, Metall- und Holzverarbeitung.

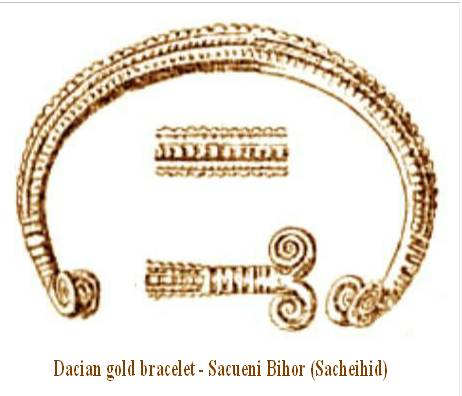
Goldener Armreif der Daker aus dem Gebiet von Săcueni
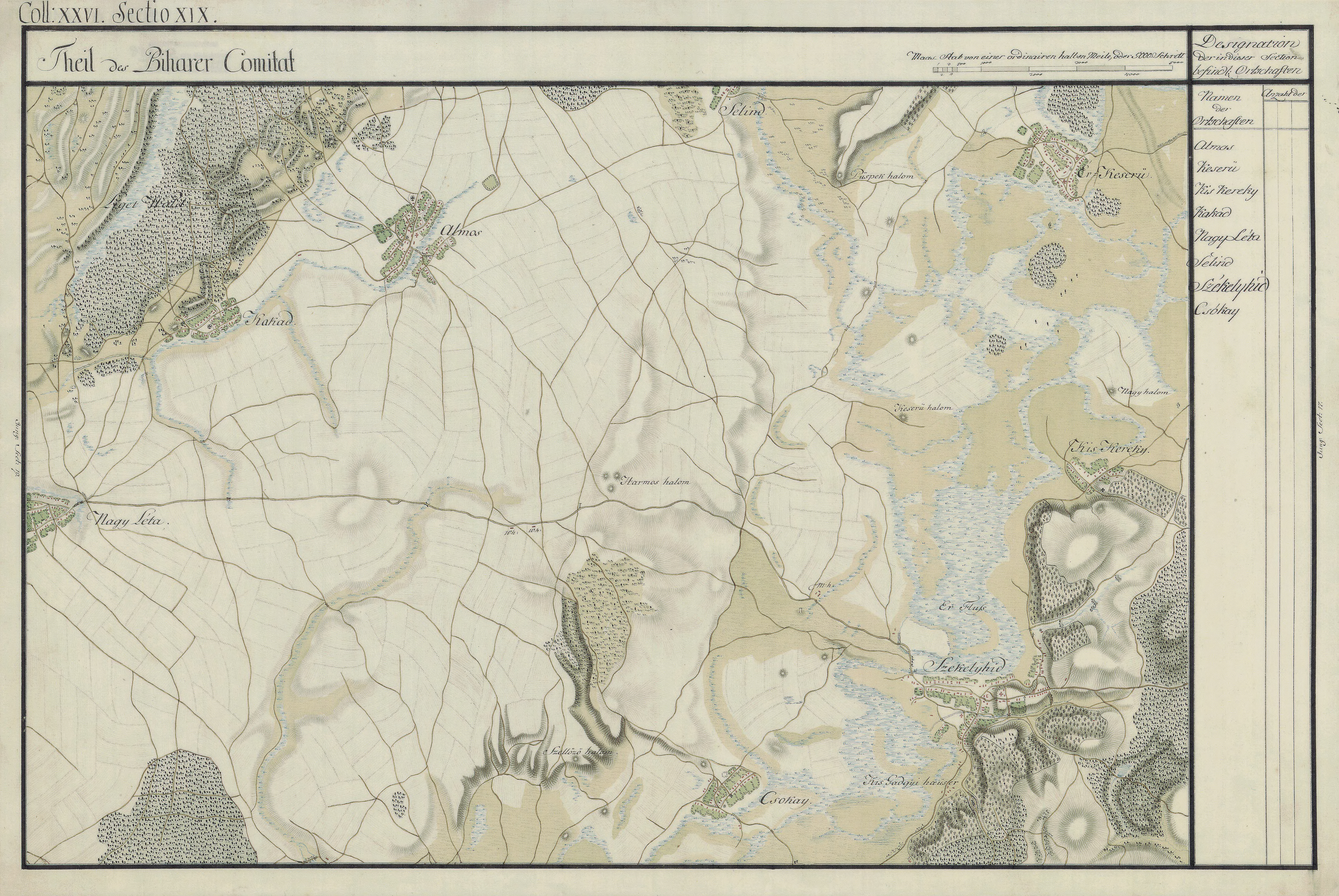
Székelyhíd (rechts unten) um 1782 (Aufnahmeblatt der Josephinischen Landesaufnahme)
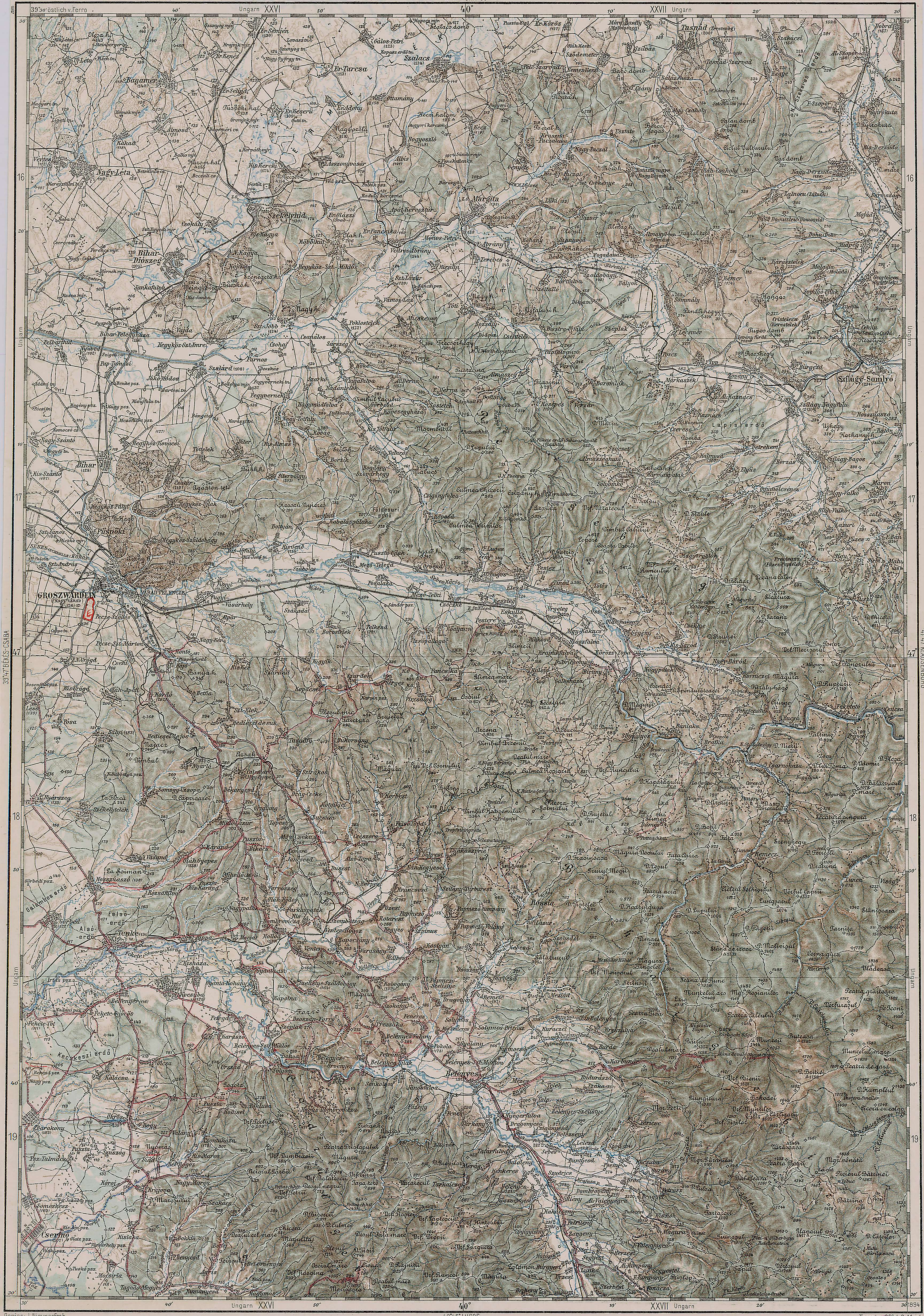
Székelyhíd (N 47° 21'; O 39° 45') um 1892 (Aufnahmeblatt der Franzisco-Josephinischen Landesaufnahme)

## Bevölkerung
1880 lebten auf dem Gebiet der heutigen Stadt 8706 Menschen, davon 7782 Ungarn. Im Jahr 1930 bezeichneten sich von den damals 11.628 Einwohnern 9319 als Ungarn, 1203 als Rumänen, 642 als Juden, 378 als Roma, 45 als Deutsche und 18 als Slowaken. 1956 war die Zahl der Juden auf 74 gesunken. Bei der Volkszählung 2002 wurden in Săcueni 11.665 Einwohner registriert, darunter 7177 in der eigentlichen Stadt und 4488 in den fünf eingemeindeten Orten. 9010 waren Ungarn, 1747 Roma und 891 Rumänen.

## Verkehr
Săcueni liegt an der Bahnstrecke von Oradea nach Satu Mare. In der Stadt zweigt die Nebenbahn nach Zalău ab. Durch die Stadt führt die Europastraße 671. Von Săcueni führt ein Straßengrenzübergang nach Ungarn.  

## Sehenswürdigkeiten
- Dealul Pleșuv, bronzezeitliche Festung
- Römisch-katholische Kirche (18. Jh.)
- Stubenberg-Palast (18. Jh.)

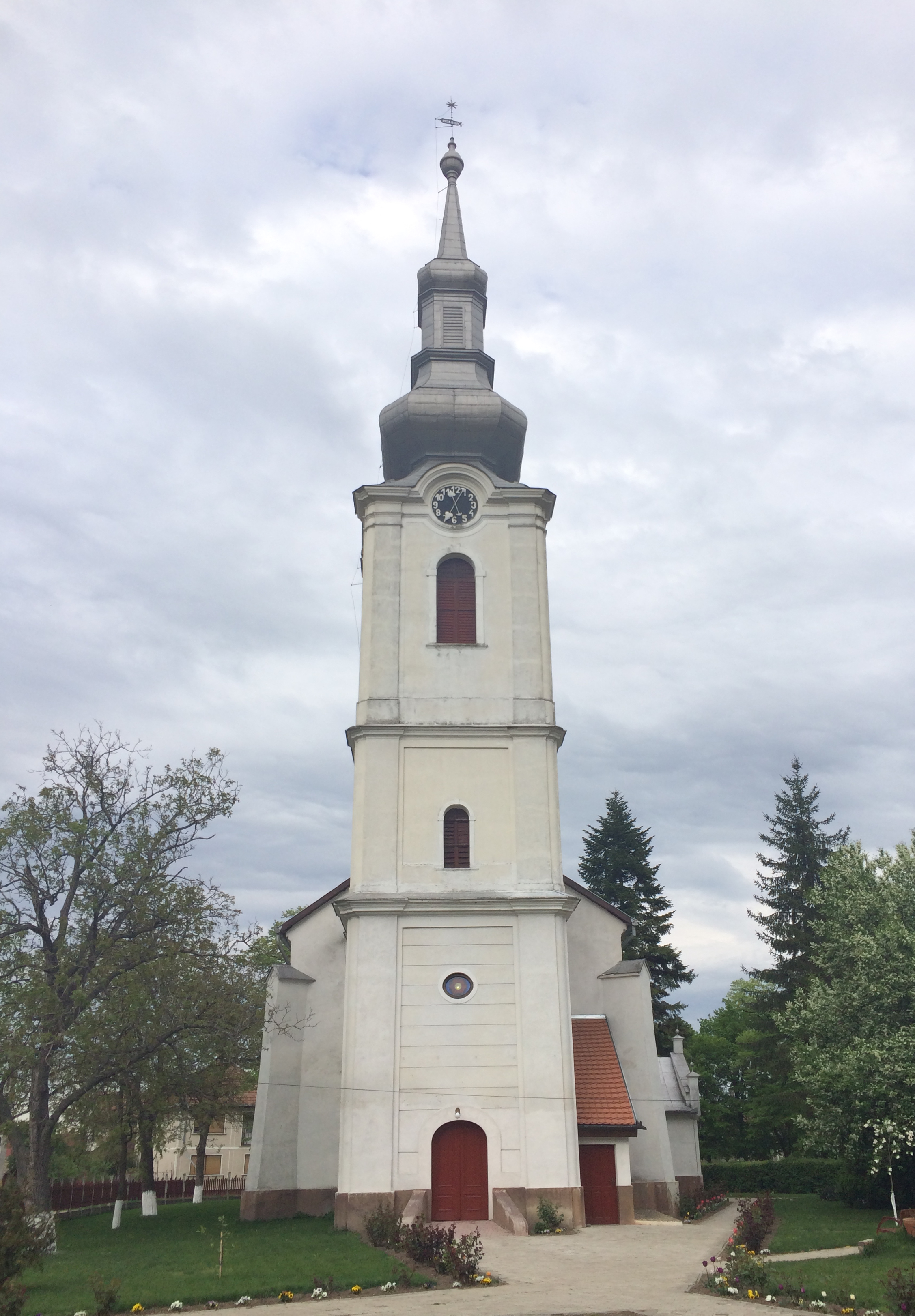
Reformierte Kirche
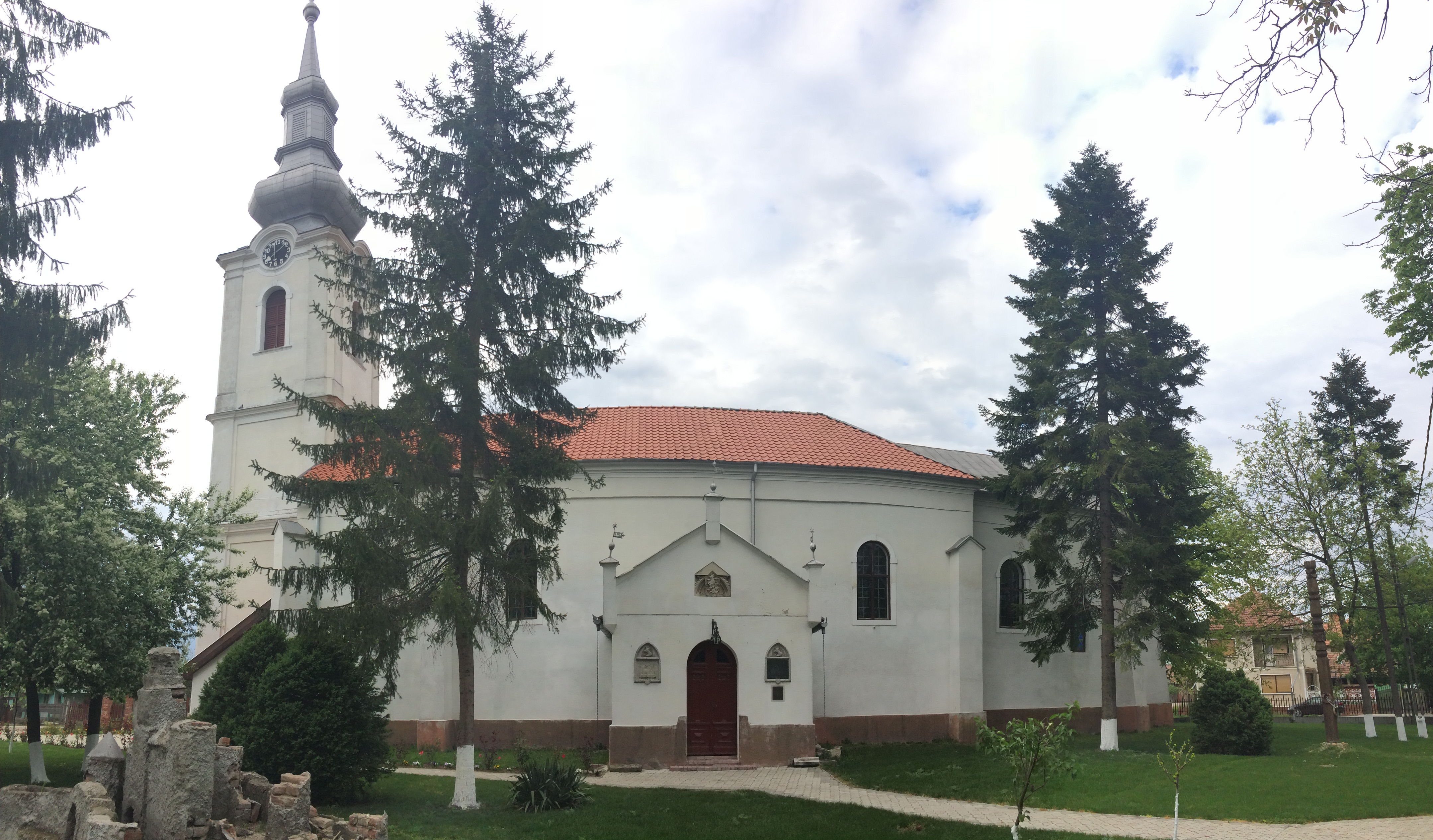
Reformierte Kirche
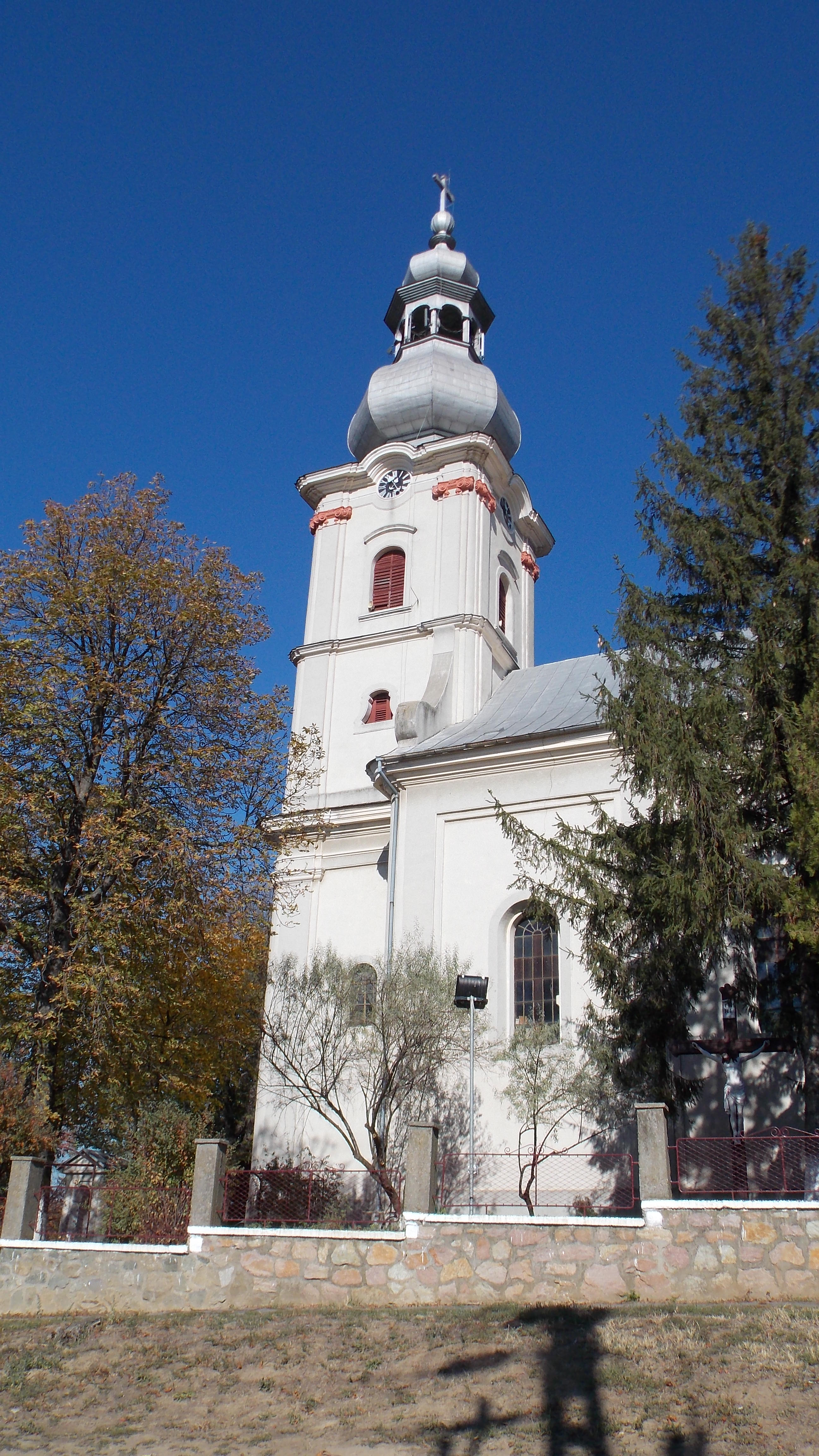
Römisch-katholische Kirche
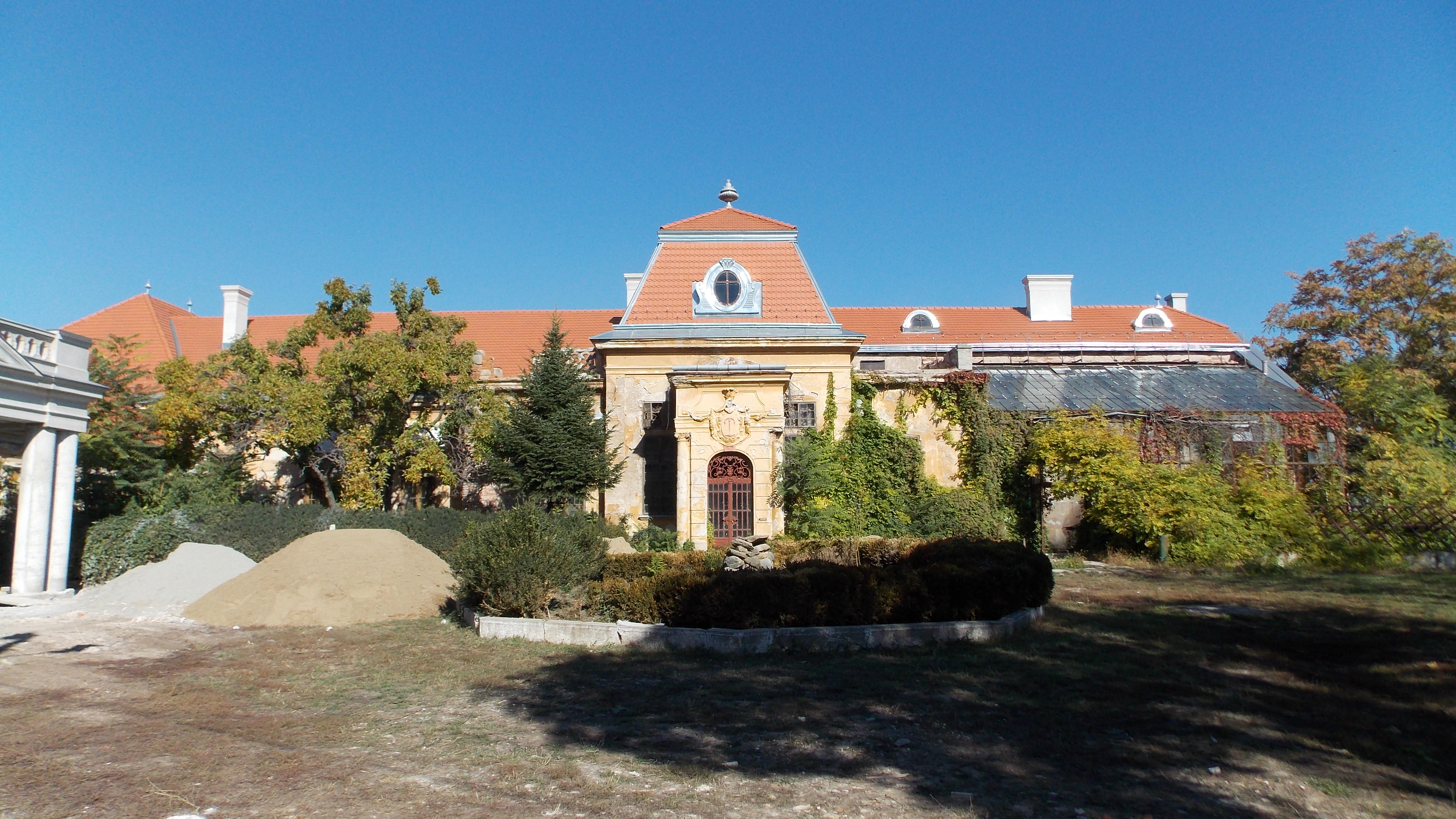
Stubenberg-Palast

## Partnerschaften
- Létavértes, Ungarn
- Écaussinnes, Belgien
- Szeged, Ungarn